# The Last Hurrah
The Last Hurrah (Brasil: O Último Hurrah ) é uma adaptação cinematográfica do romance The Last Hurrah, lançado em 1956 por Edwin O'Connor. Foi dirigido por John Ford e estrelado por Spencer Tracy, atuando em seu papel principal como um veterano prefeito preparando-se para outra campanha eleitoral.

## Elenco
- Spencer Tracy...Prefeito Frank Skeffington
- Jeffrey Hunter...Adam Caulfield
- Dianne Foster...Maeve Sugrue Caulfield
- Pat O'Brien...John Gorman
- Basil Rathbone...Norman Cass, Sr.
- Donald Crisp...Cardeal Martin Burke
- James Gleason..."Cuke" Gillen
- Edward Brophy..."Ditto" Boland
- John Carradine...Amos Force
- Willis Bouchey...Roger Sugrue
- Basil Ruysdael...Bispo Gardner
- Ricardo Cortez...Sam Weinberg
- Wallace Ford...Charles J. Hennessey
- Frank McHugh...Festus Garvey
- Carleton Young...Winslow
- Frank Albertson...Jack Mangan
- Bob Sweeney...Johnny Degnan
- Edmund Lowe...Johnny Byrne
- William Leslie...Dan Herlihy
- Anna Lee...Gert Minihan
- Ken Curtis...Monsenhor Killian
- Jane Darwell...Delia Boylan
- O.Z. Whitehead...Norman Cass Jr.
- Arthur Walsh...Frank Skeffington Jr.
- Charles B. Fitzsimons...Kevin McCluskey
- William Forrest...Dr. Tom

NotaO papel do prefeito Frank Skeffington foi primeiramente oferecido a Orson Welles, que relembra numa entrevista a Peter Bogdanovich em livro de 1992 This Is Orson Welles porque não participou do filme (Em tradução livre, como as demais desse artigo):Quando  o contrato estava para ser assinado, eu estava fora numa locação, e algum advogado -- se você pode conceber tal coisa -- atrapalhou o negócio. Ele falou a Ford que o dinheiro era pouco ou o faturamento não parecia ser bom o suficiente, alguma idiotice dessas, e quando eu retornei para a cidade o papel tinha ido para Tracy..

## Sinopse
Numa cidade não nominada da Nova Inglaterra o veterano sentimental e astuto prefeito de "mão-de-ferro" Frank Skeffington inicia campanha eleitoral para um quinto mandato. Skeffington é católico e de origem irlandesa e sempre conseguiu apoio dos bairros pobres e da igreja católica o suficiente para se eleger. Seus opositores são o bispo protestante, o jornalista Amos Force (antigo desafeto da infância) e os banqueiros liderados por Norman Cass, todos da elite da cidade e apoiadores do candidato novato Kevin McCluskey, um jovem advogado católico e veterano de guerra.
Skeffington chama o sobrinho Adam Caulfield, um editor de esportes que trabalha no jornal de Amos por indicação do sogro Roger Sugrue, outro opositor do prefeito, para que ele observe o desenrolar da campanha, que acha será sua última vitoria ("o último hurra"). O prefeito quer que o jornalista registre a campanha "à moda antiga", fadada a desaparecer com o uso cada vez maior do rádio e da televisão. Caulfield acompanha o tio e o observa fazendo política, ajudando pessoas pobres, tentando conseguir recursos para reformar os cortiços e usando a máquina pública para forçar elites a cooperarem. Os veteranos assessores de Skeffington estão confiantes em nova vitória, mas quando se inicia a contagem dos votos, McCluskey demonstra que pode vencer.

## Produção
Como no livro, o filme foi baseado em parte na carreira do ex-prefeito de Boston James Michael Curley. Curley se opôs a produção do filme, mas não por temer uma dramatização negativa; na verdade, ele achava que The Last Hurrah poderia desestimular Hollywood de realizar um filme biográfico baseado na vida dele. Curley processou a produção e recebeu 42 mil dólares.
O filme foi orçado em 2 milhões e meio de dólares mas custou 200 mil dólares a menos.

## Recepção
O filme não foi um sucesso popular e registrou um prejuízo de um milhão e oitocentos mil dólares. Tracy acreditava que sua atuação tinha sido superior a The Old Man and the Sea, seu trabalho anterior lançado no mesmo ano. Tracy foi indicado ao Óscar como melhor ator por Old Man, contudo. Ronald Bergan acreditava que The Last Hurrah foi talvez o "mais pessoal" de todos os últimos trabalhos de Ford. Ele afirmou que a representação de Tracy para Skeffington era um substituto do próprio Ford, e que o filme estava "repleto de momentos fordianos".

## Premiação
Spencer Tracy foi indicado ao BAFTA como melhor ator estrangeiro e venceu o National Board of Review como melhor ator. John Ford também ganhou esse prêmio como melhor diretor.